# Donato Sbarretti
Donato Raffaele Sbarretti Tazza (novembro 1856 - 1 abril 1939) foi um cardeal católico romano italiano cuja carreira incluiu o serviço pastoral em Itália e Cuba, serviço diplomático na América e no Pacífico, e finalmente funções na Cúria Romana.

## Biografia
Nascido em Montefranco, de uma família notável. Era filho de Agostino Donato Flavio Sbarretti, proprietário de terras, e Caterina Tazza. Sobrinho do Cardeal Enea Sbarretti (1877). Sbarretti estudou no Seminário de Spoleto e no Pontifício Seminário Romano "S. Apollinare", onde obteve doutorado em teologia e in utroque iure, tanto em direito canônico quanto civil.
Ordenado em 12 de abril de 1879, Roma, pelo Cardeal Raffaele Monaco La Valetta, como padre da Arquidiocese de Spoleto. Sucessivamente, de 1879 a 1893, estudos posteriores em Roma; ministério pastoral em Spoleto; minutante da Sagrada Congregação de Propaganda Fide, seção de assuntos das Américas; professor de teologia moral e direito canônico no Pontifício Ateneu Urbaniano "De Propaganda Fide", de 1885; e membro da equipe da Secretaria de Estado. Cônego do capítulo da igreja de S. Maria ad Martyres, o Panteão, Roma, 1893. Auditor na delegação apostólica nos Estados Unidos, 1893-1900. Camareiro particular supranumerário, 11 de novembro de 1895.
Sob o Papa Leão XIII, eleito bispo de San Cristóbal de La Habana, em 9 de janeiro de 1900. Consagrado em 4 de fevereiro, na Igreja de São Luís em Washington, D.C., por Sebastiano Martinelli, OSA, arcebispo titular de Éfeso, delegado apostólico nos Estados Unidos, auxiliado por Alfred Allen Paul Curtis, bispo titular de Echino, e por John James Joseph Monaghan, bispo de Wilmington. Seu lema episcopal era Respice stellam voca Mariam.
Sbarretti foi promovido a arcebispo titular de Gortina e Delegado apostólico extraordinário nas Filipinas, 16 de setembro de 1901. Nas Filipinas, deveria negociar a solução da cismática Iglesia Filipina Independiente do Pe. Gregorio Aglipay, 15 de fevereiro de 1902. O governo americano, desejando negociar os problemas da igreja local diretamente com a Santa Sé (o que fez com a missão de William Howard Taft em 1902), declarou-o persona non grata e ele nunca foi a Manila. Transferido para a sé titular de Éfeso, 16 de dezembro de 1901.
Delegado apostólico no Canadá, 26 de dezembro de 1902; chegou a Ottawa em janeiro de 1903; viajou para a Europa de setembro de 1906 a junho de 1907; nomeado também delegado apostólico em Terranova no início de 1910. Sbarretti partiu para Roma em 7 de abril de 1910 para apresentar os decretos do Primeiro Concílio Plenário de Québec; nunca retornou ao Canadá; apresentou sua renúncia oficial em 3 de novembro de 1910. Nomeado Secretário da Sagrada Congregação dos Religiosos, 29 de outubro de 1910. Assessor da Suprema Sagrada Congregação do Santo Ofício, 8 de junho de 1914.
Criado cardeal-presbítero pelo Papa Bento XV no consistório de 4 de dezembro de 1916; recebeu o chapéu vermelho e o título de S. Silvestro in Capite, 7 de dezembro de 1916. Prefeito da Sagrada Congregação do Conselho, 28 de março de 1919 a 4 de julho de 1930. Participou do conclave de 1922, que elegeu o Papa Pio XI. Camerlengo do Sagrado Colégio dos Cardeais, 21 de junho de 1926 até 20 de junho de 1927. Legado papal no Concílio Plenário de Povilles, Molfetta, 5 de abril de 1928; ao Conselho Plenário de Loreto, 15 de agosto de 1928.
Sbarretti foi promovido a ordem dos cardeais-bispos e pela sé suburbicária de Sabina e Poggio Mirteto, 17 de dezembro de 1928. Secretário da Suprema Sagrada Congregação do Santo Ofício, 4 de julho de 1930 até sua morte. Vice-decano do Sagrado Colégio dos Cardeais, 16 de dezembro de 1935. Participou do conclave de 1939, que elegeu o Papa Pio XII.
Cardeal Sbarretti faleceu em 1 de abril de 1939, sofreu um ataque cardíaco durante a noite; foi encontrado morto em sua cama pela manhã, no Palácio do Santo Ofício, em Roma. Enterrado, temporariamente, na igreja do cemitério, Montefranco; mais tarde, de acordo com seu testamento, transferido para sua igreja paroquial.